# História da Eslovénia
A história da Eslovênia narra o período das Território Esloveno desde o século V aC até o presente.

## Pré-História
O território esloveno foi povoado em tempos pré-históricos e há indícios de ocupação humana de há cerca de 250 mil anos. Talvez o mais importante achado é uma flauta, supostamente o mais antigo instrumento musical conhecido no mundo, descoberto na caverna Divje Babe perto de Cerkno, datado da era glacial Würm, quando a área era habitada pelos Neandertais.
No período de transição entre a Idade do Bronze à Idade do Ferro, a cultura floresceu. Numerosos vestígios arqueológicos que datam do período de Hallstatt foram encontrados na Eslovênia. Novo Mesto, um dos mais importantes sítios arqueológicos da cultura Hallstatt, foi apelidado de "Cidade de Situlas", após inúmeras situlas encontradas na área.
Na Idade do Ferro, a atual Eslovénia era habitada por tribos Ilíricas e Celtas até o século I a.C., quando os romanos conquistaram a região, estabelecendo as províncias daPanónia e Nórica. O que é hoje a Eslovénia ocidental foi incluído diretamente sob a Itália Romana, como parte da região X Venetia et Histria. Os romanos estabeleceram postos em Emona (Liubliana), Petóvio (Ptuj) e Celeia (Celje) e construíram rotas comerciais e militares que cortavam o território esloveno da Itália à Panônia.
Nos séculos V e VI, a área foi exposta a invasões de tribos dos hunos e de tribos germânicas durante as suas incursões na península Itálica. Após a saída da última tribo germânica - os Lombardos - para a Itália em 568 d.C., os eslavos do Leste começaram a dominar a área. Após a resistência bem sucedida contra o nômades asiáticos Ávaros (623-626 d.C.), os eslavos uniram-se com a confederação tribal do rei Samo. A confederação desfez-se em 658 e os povos eslavos, localizados na atual Caríntia, formaram o Ducado Independente da Carantânia.

## Antiguidade
Os celtas chegaram à região durante os séculos IV a.C. e III a.C.. O povo celta fundou o Reino Nórico. Por volta do século I a.C., ele foi anexado pelo Império Romano, que fundou as cidades de Emona, Celeia e Petóvia. No século V ocorreu a divisão do Império Romano, fazendo com que o território esloveno ficasse, juntamente ao Croata, no Império Romano do Ocidente. No século VI, chegaram os Eslavos, povo que daria origem ao país. Estes fundaram o primeiro estado eslavo, o Ducado de Carantânia, na região da atual Caríntia.

## Século XX
Após o final da Segunda Guerra Mundial em 1945, A Eslovénia, juntamente com a Croácia, Bósnia e Herzegovina, Macedônia do Norte, Sérvia e Montenegro formaram a República Socialista Federal da Iugoslávia.

### Separação
Em 1990, após a realização das primeiras eleições multipartidárias na Jugoslávia, a Eslovénia decidiu separar-se da Federação Jugoslava.

### Atual
Em 1991, a Eslovénia foi reconhecida pela União Europeia, à qual aderiu em 1 de Maio de 2004.